# 해스켈 커리

해스켈 브룩스 커리(영어: Haskell Brooks Curry, 1900년 9월 12일 - 1982년 9월 1일)는 미국의 수학자, 논리학자, 컴퓨터과학자였다. 함수형 프로그래밍 언어에 많은 공헌을 했고, 커리 파라독스를 만들었다.
하스켈 프로그래밍 언어와 커링은 그의 이름을 따서 붙여진 이름이다.